# Gare de Saint-Raphaël-Valescure
Gare de Saint-Raphaël-Valescure – stacja kolejowa w Saint-Raphaël, w regionie Prowansja-Alpy-Lazurowe Wybrzeże, we Francji. Znajdują się tu 3 perony.